# Ouseramon
Ouseramon dit Ouser (Amon est puissant) est un des grands personnages du règne de Thoutmôsis III (XVIIIe dynastie). Il occupe de nombreuses charges et fut honoré en de nombreuses occasions par le roi. 

## Généalogie
Fils d'Âmtou (vizir sous le règne d'Hatchepsout), duquel il hérite plus tard de nombreux titres et charges civiles et religieuses, Ouseramon est déjà, selon les inscriptions de sa tombe, « Scribe du trésor divin dans le temple d'Amon » sous le règne de Thoutmôsis Ier. 
Il est nommé vizir en l'an V par le jeune roi Thoutmôsis III, avant donc qu'Hatchepsout ne se fasse couronner roi à son tour. Sur un papyrus relatant l'événement, le roi indique qu'Ouseramon a déjà consacré « trente de ses années à Pharaon ». 
Son père Âmtou, ainsi que le grand prêtre d'Amon Hapouseneb, sont également nommés vizirs par Hatchepsout, ce qui rend l'ordre de succession des différents vizirs particulièrement troubles et peuvent refléter les difficultés du « règne conjoint » du roi et de sa tante. 
Il semble cependant qu’Ouseramon soit toujours demeuré fidèle au jeune roi, puisqu’il continua à exercer ses fonctions, cumulant encore charges et honneurs, civils et religieux, après l’an XXII, date à laquelle Thoutmôsis III règne enfin seul.
Son frère Neferouben est, quant à lui, vizir du nord.
Maire de Thèbes, vizir, Ouseramon est naturellement serviteur de Maât. Mais il compte aussi, parmi ses nombreuses charges, celles de « Grand trésorier », d’« Intendant de la maison de l’argent et de la maison de l’or », de « Scribe des pierres précieuses de toutes sortes ». Il est également « prêtre-ouâb d’Amon », « dans la suite de Min » et « intendant des six grands temples ». 
Ouseramon concentre de grands pouvoirs dans ses seules mains. Membre d’une des plus puissantes familles thébaines, il relate, sur les murs de sa tombe (TT131) les cérémonies commémorant sa prise de fonction, à la suite de son père. Thoutmôsis  III l’autorise même à décorer une autre de ses tombes (TT61) de textes funéraires royaux, privilège unique sous la XVIIIe dynastie.
Sur une stèle, il fait dire pour la postérité : 

« Je suis un notable excellent. J’ai été le prêtre aux mains pures, qui pénétrait dans le temple d’Amon ; j’ai placé de l’onguent sur les membres divins ; j’ai paré Amon-Min. J’ai porté Amon lors de sa fête et soulevé Min sur son estrade. Je n’ai pas redressé l’épaule dans la maison du maître devant qui l’on se courbe. Je n’ai pas élevé le bras dans la maison de « celui qui lève le bras » (nom d’Amon). Je n’ai pas parlé dans le temple du Maître du silence. Je n’ai pas proféré de mensonges dans la maison du Seigneur de la vérité. Je n’ai pas souillé la pureté divine, je n’ai rien prélevé sur les offrandes du dieu… Je fus donc élevé à cette éminente fonction de Maire de la Ville et Vizir, Ouseramon »

— Claire Lalouette.
Amenemhat, de son côté, qui est scribe et intendant de la maison du vizir Ouseramon, administrateur de tous ses biens, rend hommage à son maître dans sa tombe (TT82), et confirme l’œuvre importante effectué par celui-ci. Il atteste également des activités de constructeur du grand vizir.
Entre l’an XXVIII et XXXII du règne, ce grand personnage de l’État cède sa place. Son successeur est son propre neveu Rekhmirê, qui marquera à son tour la fin du règne de Thoutmôsis III, et celui de son successeur Amenhotep II.

## Sépulture
Ouseramon possède deux tombes à Cheikh Abd el-Gournah : TT61 et TT131. Comme beaucoup de hauts dignitaires de cette période, il dispose également d’un cénotaphe au Gebel Silsileh, malheureusement très ruiné.